# Tanakius
Tanakius is een monotypisch geslacht van straalvinnige vissen uit de familie van schollen (Pleuronectidae).

## Soort
- Tanakius kitaharae (Jordan & Starks, 1904)